# Bolsa de Valores Minas - Espírito Santo - Brasília
Die Bolsa de Valores Minas – Espírito Santo – Brasília (BOVMESB) war eine Wertpapierbörse, die für den Bundesdistrikt und die Bundesstaaten Minas Gerais und Espírito Santo zuständig war. Sie konkurrierte auf nationaler Ebene mit B3 und der BVRJ.

## Geschichte
Die BOVMESB entstand aus der Fusion der Minas Gerais Stock Exchange mit der Espírito Santo Stock Exchange im Jahr 1974 und wurde als Minas-Espírito Santo Stock Exchange bekannt. 1976 folgte die Fusion mit der Brasília Stock Exchange, die seitdem Minas-Espírito Santo-Brasília Stock Exchange (BOVMESB) heißt. Durch die Fusion mit der Brasília Stock Exchange konnte BOVMESB auch die Bundesstaaten Goiás, Mato Grosso do Sul, Rondônia und Tocantins umfassen.
BOVMESB ist seit dem 27. Juni 1947 ununterbrochen in Betrieb, wurde jedoch bereits offiziell am 29. September 1914 als Minas Gerais Public Funds Exchange gegründet. Im Mai 1948 nahm sie den Namen Bolsa de Valores de Minas Gerais an, der später aufgrund von Fusionen mehrmals geändert wurde.
BOVMESB hatte 14 Mitgliedsmaklerfirmen, die über das elektronische System von B3, MEGA BOLSA, auf dem nationalen Wertpapiermarkt tätig sind. Ihre Aktivitäten wurden am 31. August 2000 eingestellt, als durch eine Integration der regionalen brasilianischen Börsen in die B3 Stock Exchange, ein großer nationaler Börsenbetreiber entstand.